# ヒューリスティック
ヒューリスティック（英: heuristic、独: Heuristik）または発見的（手法） :7 :272とは、必ずしも正しい答えを導けるとは限らないが、ある程度のレベルで正解に近い解を得ることができる方法である。発見的手法では、答えの精度が保証されない代わりに、解答に至るまでの時間が短いという特徴がある。「アルゴリズム」に対置する概念である。
主に計算機科学と心理学の分野で使用される言葉であり、どちらの分野での用法も根本的な意味は同じであるが、指示対象が異なる。すなわち、計算機科学ではプログラミングの方法を指すが、心理学では人間の思考方法を指すものとして使われる。なお、論理学では仮説形成法と呼ばれている。人間の思考におけるヒューリスティックは、直観的な思考のショートカットであるが、認知バイアスに陥る危険性もある。

## 計算機科学
計算機科学では、コンピューターに計算やシミュレーションを実行させるときに、発見的手法を用いることがある。たいていの計算は、計算結果の正しさが保証されるアルゴリズムか、または計算結果が間違っているかもしれないが誤差がある範囲内に収まっていることが保証されている近似アルゴリズムを用いて計算する。しかし、そのような方法だと、計算時間が爆発的に増加してしまうようなことがある。そのような場合に、妥協策として発見的手法を用いる。発見的手法は、精度の保証はないが、平均的には近似アルゴリズムより解の精度が高い。また、発見的手法の中でも、任意の問題に対応するように設計されたものは、メタヒューリスティックという。

### 発見的仮定
アルゴリズムの近似精度や実行時間を評価したいが、真面目に評価するのが困難な場合、アドホックな仮定（妥当な仮定に見えるものの、その正しさを証明できないような、その場しのぎの仮定）をおいて評価を行うことが多い。こうした仮定のことを「発見的仮定」と呼ぶ:82。

### アンチウイルスソフトウェア
情報セキュリティの世界では、ヒューリスティックな手法を利用すると誤検知の可能性が生じるものの未知のリスクにも対応できるようになることが知られている。近年のアンチウイルスソフトウェアでは、ヒューリスティックエンジンを搭載したものが増加してきている。「静的ヒューリスティック検知」と「動的ヒューリスティック検知」があり、いずれもプログラムの動作に着目してウイルスと疑われるプログラムを検知する。但し、検知した段階では100%の正確さは保証しないため、最終的には人間による個別の判断が必要な場合もある。フリーソフトにも搭載されており、その進展を見せている。ただし、経験則的なルールを適用するため、個々のソフトの発見的機能は名称として同じでも、利用するルールは異なっているものが多い。一般的には誤検知を少なくするために、既知のリスクだけを100%正確に検出するパターンマッチングを併用する。

## 心理学
心理学における発見的手法は、人が複雑な問題解決などのために、何らかの意思決定を行うときに、暗黙のうちに用いている簡便な解法や法則のことを指す。これらは、経験に基づくため、経験則と同義で扱われる。判断に至る時間は早いが、必ずしもそれが正しいわけではなく、判断結果に一定の偏り（バイアス）を含んでいることが多い。なお、発見的手法の使用によって生まれている認識上の偏りを、「認知バイアス」と呼ぶ。認知バイアスは幅広い経験を積むことで軽減することが可能である。

### 発見的手法の例
利用可能性発見的手法、想起発見的手法
想起しやすい事柄や事項を優先して評価しやすい意思決定プロセスのことをいう。
英語の訳語である検索容易性という言葉の示す通りの発見的手法である。
代表性発見的手法
特定のカテゴリーに典型的と思われる事項の確率を過大に評価しやすい意思決定プロセスをいう。
代表的な例として、「リンダ問題」がある。
係留と調整
最初に与えられた情報を基準として、それに調整を加えることで判断し、最初の情報に現れた特定の特徴を極端に重視しやすい意思決定プロセスをいう。

### 具体的な成功例
本節ではヒューリスティックによって問題解決に成功した例を示す。

#### USエアウェイズ1549便不時着水事故
USエアウェイズ1549便不時着水事故でパイロットがヒューリスティックを利用した結果として乗員・乗客全員の命が救われた事例がある。事故発生当時、USエアウェイズ便は離陸直後に雁の群れと衝突（バードストライク）し、エンジンが停止した。次の空港へ安全に着陸したいところであったが、飛行機が次の空港まで到達できるかは定かではない。パイロットは即座の判断を行うために、物理的な計算（軌道や風向など）を行わず、フロントガラスの外に見えるある一点に注目した。このとき、フロントガラスの一点は上昇していた、すなわち飛行機は既に墜落し始めていたのである。パイロットは、空港まで飛行機を飛ばさずハドソン川に着陸する選択肢を選んだ。これにより、乗客・乗員全員は無事だったという。視線ヒューリスティックを利用した短時間の判断が、合理的な判断（人の命を救う）を導いた例といえる。